# Ꚕ
La Hwe (Ꚕ ꚕ; cursiva: Ꚕ ꚕ) es una letra del alfabeto cirílico. No debe confundirse con Ɦ
Se utiliza en el antiguo alfabeto abjasio, donde representa la fricativa faríngea sorda /ħw/. Es una letra cirílica correspondiente a Ҳә.

## Códigos informáticos
| Carácter      | Ꚕ                            | Ꚕ                            | ꚕ                            | ꚕ                            |
| ------------- | ---------------------------- | ---------------------------- | ---------------------------- | ---------------------------- |
| Unicode       | LETRA MAYÚSCULA CIRÍLICA HWE | LETRA MAYÚSCULA CIRÍLICA HWE | LETRA MINÚSCULA CIRÍLICA HWE | LETRA MINÚSCULA CIRÍLICA HWE |
| Codificación  | decimal                      | hex                          | decimal                      | hex                          |
| Unicode       | 42644                        | U+A694                       | 42645                        | U+A695                       |
| UTF-8         | 234 154 148                  | EA 9A 94                     | 234 154 149                  | EA 9A 95                     |
| Ref. numérica | &#42644;                     | &#xA694;                     | &#42645;                     | &#xA695;                     |